# معيد بث

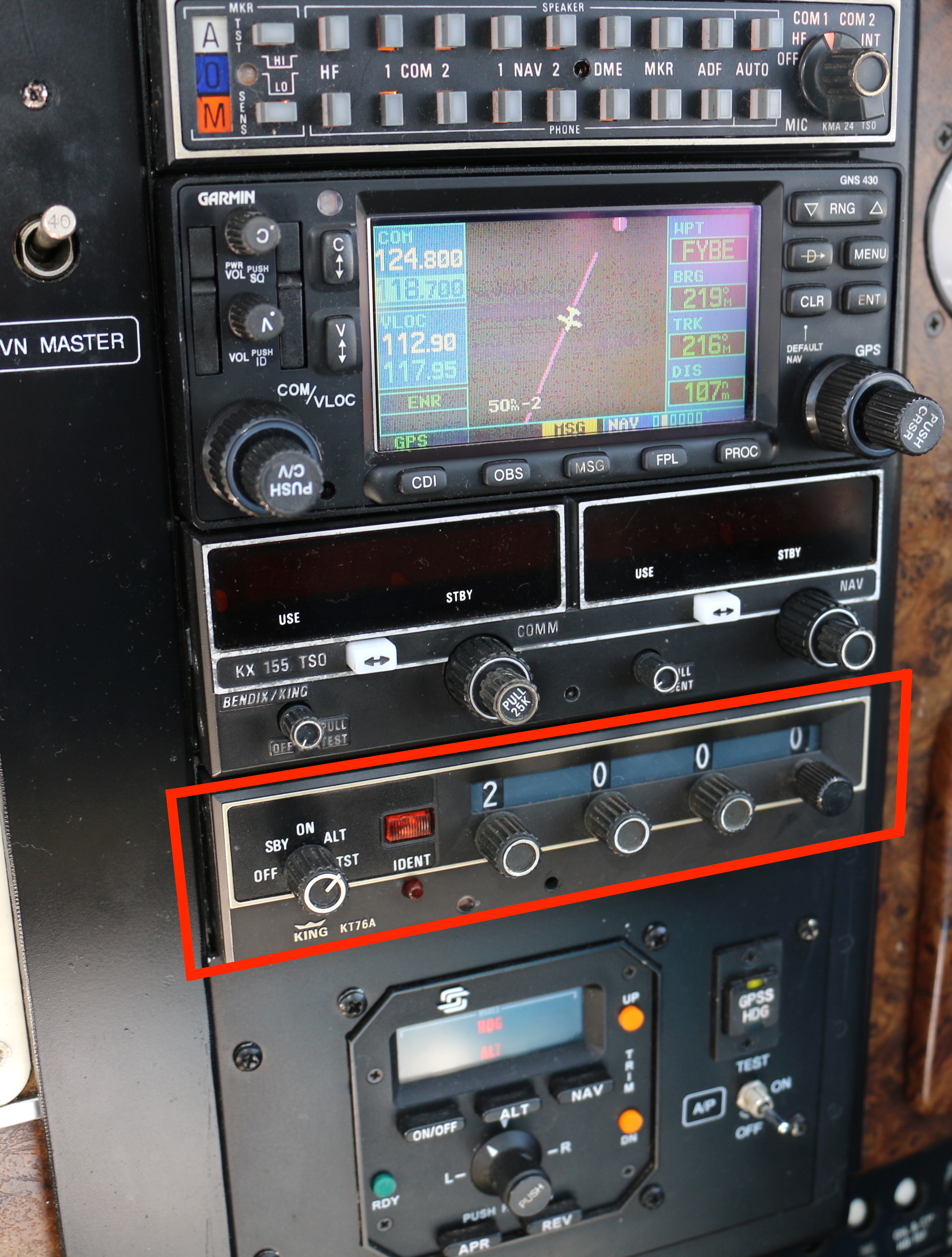
جهاز ترانسبوندر في طائرة خاصة مضبوط على كود 2000

مُعيد البث (بالإنجليزية: Transponder) جهاز إرسال واستقبال  يعمل في مجال الاتصالات السلكية واللاسلكية ، فهو جهاز ، عند استقبال إشارة ، يرسل إشارة مختلفة استجابة. المصطلح هو دمج كلمتي Transmitter المرسل و Responder المستجيب. يتم اختصارها بشكل مختلف كـ XPDR أو XPNDR أو TPDR أو TP.
في الملاحة الجوية أو تحديد تردد الراديو يكون جهاز آلي "ترانسبوندر" في الطائرة يرسل إشارة تعريف مشفرة استجابة لاستجواب إشارة مستلمة في قمر الاتصالات ، يستقبل مرسل مستقبل إشارات عبر نطاق من ترددات الوصلة الصاعدة ، عادة من محطة أرضية ساتلية. يقوم جهاز الإرسال والاستقبال بتضخيمها وإعادة إرسالها على مجموعة مختلفة من ترددات الوصلة الهابطة إلى أجهزة الاستقبال الموجودة على الأرض ، غالبًا دون تغيير محتوى الإشارة أو الإشارات المستلمة.

## تطبيقات مرسل مستجيب مختلفة

### جهاز الإرسال اللاسلكي للطائرات

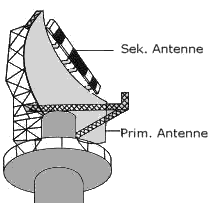
الهوائي الرئيسي والهوائي الثانوي لمراقبة الطيران بالرادار.

هوائي رادار أولي وثانوي لمراقبة الطيران.
جهاز الإرسال والاستقبال اللاسلكي للطائرة (TPX أو XPDR) هو مرسل مستجيب رادار ثانوي يستخدم لتحديد هوية الطائرات. يتم ذلك باستخدام ما يسمى رمز جهاز الإرسال والاستقبال ، المعروف أيضًا باسم Squawk (أي ترانسبوندر) ، وهو رمز رقم ثماني مكون من أربعة أرقام يحدده الطيار على جهاز الإرسال والاستقبال بعد أن يطلب منه التحكم في الحركة الجوية القيام بذلك. أجهزة الإرسال والاستقبال لها أوضاع تشغيل مختلفة:
الوضع أ: يتم إرسال النعيق Squawk فقط
الوضع C: يتم إرسال النعيق Squawk ومستوى الطيران (الارتفاع فوق الضغط الطبيعي مقربًا إلى 100 قدم) 
الوضع S: بالإضافة إلى مستوى النعيق والطيران ، يتم إرسال معرف 24 بت يتم تخصيصه بشكل فريد لكل طائرة ؛ بالإضافة إلى ذلك ، يمكن لمركز مراقبة الحركة الجوية الاستعلام عن أجهزة إرسال واستقبال محددة.
منذ عام 2008 ، كان من الممكن فقط الطيران إلى المجال الجوي في ألمانيا الذي يتطلب أجهزة إرسال واستقبال مزودة بأجهزة إرسال واستقبال تدعم الوضع S. خارج هذه المجالات الجوية ، لا توجد متطلبات مرسل مستجيب لرحلات VFR حتى ارتفاع 5000 قدم. ومع ذلك ، إذا كانت الطائرة مزودة بجهاز إرسال واستقبال يعمل بنظام SSR ، فيجب تشغيله أثناء الرحلة بأكملها وفقًا لـ SERA 13001.
على الرغم من عرض بيانات جهاز الإرسال والاستقبال مع بيانات الرادار الأولية على شاشات رادار التحكم في الحركة الجوية ، إلا أنه نظام منفصل. ومع ذلك ، في معظم الحالات ، يتم تثبيت الهوائي الاتجاهي لاستجواب المرسل المستجيب بشكل دائم على هوائي الرادار الأساسي الدوار للمحطة الأرضية. يتم تصحيح أوقات انتشار الإشارة المختلفة لإشارة الرادار الأولية وإشارة المرسل المستجيب عن طريق تخالف طفيف لهوائي الرادار الأساسي من أجل إتاحة تخصيص أفضل للصدى الأولي للاستجابة الثانوية بسبب التواجد المتزامن لكلتا الإشارتين.
تحديد Squawk: يؤدي الضغط على زر تحديد الهوية إلى إرسال نبضة إضافية لـ SPI (تحديد الموضع الخاص) لمدة 20 ثانية تقريبًا. يستخدم هذا لتحديد الطائرة بوضوح على جهاز عرض مراقبة الحركة الجوية.

### مرسل مستجيب عبر الأقمار الصناعية

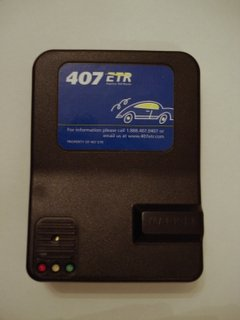
معيد بث مُستخدم في شبكة الطرق السريعة في أونتاريو في كندا.

تستقبل أجهزة الإرسال والاستقبال الموجودة على أقمار الاتصالات وتدفق البيانات ، انظر المرسل المستجيب (القمر الصناعي).
أجهزة الإرسال والاستقبال في المجسات الفضائية هي أجهزة إرسال واستقبال يمكن أن تعمل في وضع مغلق الطور. في هذا الوضع المترابط ، يكون الناقل للوصلة الهابطة مقترنًا بحامل الوصلة الصاعدة PLL. نسبة التردد ثابتة ، على سبيل المثال 1.1748999 لجهاز الإرسال والاستقبال X-band الخاص بكاسيني. [2] بهذه الطريقة ، يمكن إجراء قياسات دقيقة للمسافة ، انظر على سبيل المثال B. شذوذ الرواد ، بالإضافة إلى تزامن ساعات المركبة الفضائية مع الساعات الأكثر دقة في شبكة الفضاء العميق (DSN)

### الرادار المستجيب
مستجيب الرادار SART
تضخم أجهزة الإرسال والاستقبال الرادارية صدى إشارة الرادار ، انظر البحث عن الرادار المستجيب والإنقاذ SART .

### مرسل مستجيب للسكك الحديدية
يشار إلى أجهزة الإرسال والاستقبال النشطة الثابتة في تكنولوجيا سلامة السكك الحديدية باسم balises (الفرنسية للإشارات). تصف هذه المنارات تقنية أمان ثابتة في نظام ETCS وفي نظام ERTMS ، من الناحية التكنولوجية تختص بالانتقال بين سلامة المسار الثابت (القضبان) المحلي وسلامة القيادة الموجودة في القطار.